# Henrik Forsius (präst)
Henrik Forsius, född 13 januari 1733 i Helsingfors, död 19 augusti 1813 i S:t Michel, var en finländsk präst och skolman. 
Forsius, som tillhörde en gammal handelsborgarsläkt, blev student 1753, filosofie magister vid Kungliga akademien i Åbo 1757 och prästvigdes 1760. Under studietiden publicerade han två arbeten om hemstadens historia, De Helsingforsia (1755) och Historisk och oekonomisk beskrifning öfwer Stapelstaden Helsingfors (1757). Han utsågs 1769 till rektor för sin gamla skola, Helsingfors trivialskola, en befattning han innehade fram till 1782. Han tjänstgjorde även som präst i Helsingfors med omnejd och predikade både på finska och svenska. 
Under en audiens hos Gustav III i Stockholm 1781 utnämndes Forsius till kyrkoherde i S:t Michel, där han verkade till sin död, uppskattad av församlingen. Hans självbiografi Lefnads-lopp som bygger på dagboksanteckningar publicerades 1906 av Svenska litteratursällskapet.